# Ceresara
Ceresara ist eine Gemeinde mit 2532 Einwohnern (Stand 31. Dezember 2023) in der italienischen Provinz Mantua, Region Lombardei. Die Gemeinde hat eine Fläche von 37,8 km².
Bürgermeister ist seit 14. Juni 2004 Giovanni Grazioli.

## Geografie
Die Nachbargemeinden sind Casaloldo, Castel Goffredo, Gazoldo degli Ippoliti, Goito, Gudizolo, Medole, Piubega und Rodigo.

## Berühmte Söhne und Töchter
- Gaetano Baronchelli (* 1952), Radrennfahrer
- Gianbattista Baronchelli (* 1953), Radrennfahrer